# Volba předsednictva České pirátské strany 2014
Volba předsednictva České pirátské strany 2014 se konala na pirátském fóru 2. září 2014 poté, co rezignoval dosavadní předseda strany Ivan Bartoš. Novým předsedou byl zvolen IT analytik Lukáš Černohorský.

## Pozadí
Během voleb do Evropského parlamentu 2014 rezignoval na svůj mandát dosavadní předseda Pirátů Ivan Bartoš. Svůj odchod zdůvodnil únavou a potřebou změny ve straně. K důvodům odchodu také uvedl, že nese politickou odpovědnost za výsledek voleb do Evropského parlamentu. Strana sice dostala více hlasů než v podzimních sněmovních volbách, nenaplnila ale cíl získat dva europoslance. Osobně doporučil volícím členům volit Lukáše Černohorského.

## Výsledky
| Kandidát          | První kolo | %     | Druhé kolo | %     |
| ----------------- | ---------- | ----- | ---------- | ----- |
| Lukáš Černohorský | 88         | 57,52 | 78         | 44,07 |
| Jakub Michálek    | 86         | 56,21 | 55         | 31,1  |
| Ivo Vašíček       | 82         | 53,59 | 41         | 23,16 |
| Ondřej Profant    | 54         | 35,29 |            |       |
| Václav Málek      | 36         | 23,53 |            |       |
| Tomáš Klapka      | 22         | 14,38 |            |       |
| Josef Úlehla      | 16         | 10,46 |            |       |
| účast             | 153        |       | 176        |       |

Zvoleni byli i místopředsedové. Funkci obhájil Ivo Vašíček a Tomáš Vymazal, s nimi byli zvoleni Vojtěch Pikal a Dominika Michailidu.